# Biografielijst Az

## Aza
- Jorge Azanza (1982), Spaans wielrenner
- Viktoryja Azaranka (1989), Wit-Russisch tennisster
- Albert Azarjan (1929-2023), Sovjet-Armeens turner
- Farid Azarkan (1971), Nederlands voormalig politicus
- Mykola Azarov (1947), Oekraïens politicus
- Sergei Azarov (1983), Wit-Russisch schaker

## Azc
- Mikel Azcona (1996), Spaans autocoureur

## Aze
- Manon Azem (1990), Frans actrice
- José Azevedo (1973), Portugees wielrenner
- Victor Hugo de Azevedo Coutinho (1871-1955), Portugees marineofficier, professor en politicus

## Azh
- Sukumar Azhikode (1926-2012), Indiaas schrijver, literatuurcriticus en polemist.

## Azi
- Lima Azimi (1981 of 1982), Afghaans atlete
- Azim Azimzade (1880-1943), Azerbeidzjaans kunstenaar
- Paul Azinger (1960), Amerikaans golfer
- Massoud Azizi (1985), Afghaans atleet

## Azk
- Xabier Azkargorta (1953), Spaans voetballer en voetbalcoach

## Azm
- Sadiq Jalal al-Azm (1934), Syrisch filosoof
- Nazim Azman (2001), Maleisisch autocoureur

## Azn
- José Aznar (1953), Spaans premier (1996-2004)
- Charles Aznavour (1924), Frans zanger

## Azo
- Jérémie Azou (1989), Frans roeier

## Azp
- César Azpilicueta (1989), Spaans voetballer

## Azr
- Joseph Azran (1941-2010), Israëlisch opperrabbijn en politicus

## Azu
- Jeremiah Azu (2001), Brits atleet
- Udoka Azubuike (1999), Nigeriaans basketballer
- Masao Azuma (1971), Japans motorcoureur

## Azz
- Azzam Azzam (1963), Druzisch-Israëlisch spion
- Bob Azzam (1925-2004), Libanees zanger
- Jennifer Azzi (1968), Amerikaans basketbalster
- Samir Azzouz (1986), Nederlands verdachte